# Fanny Euranie
Fanny Euranie (ur. 7 października 1978) – francuska judoczka. Startowała w Pucharze Świata w latach 2001 i 2003-2006. Złota medalistka mistrzostw Europy w drużynie w 2003 i 2004. Wicemistrzyni uniwersjady w 2003. Trzecia na MŚ juniorów w 2002. Mistrzyni Francji w 2003 i 2004 roku.